# Olszanka (obwód wołgogradzki)
Olszanka (ros. Ольшанка) – chutor w Rosji, w obwodzie wołgogradzkim, w rejonie uriupińskim. W 2010 liczył 1763 mieszkańców.